# Symfonieorkest Vlaanderen
Het Symfonieorkest Vlaanderen (SOV), gevestigd in Gent en optredend op diverse locaties in Vlaanderen, is een Belgisch symfonieorkest dat in 1960 is opgericht. Het wordt ondersteund door de Vlaamse overheid en de stad Gent en is sinds 2017 orkest in residentie in Muziekcentrum De Bijloke Gent. Chef-dirigent is sinds 2019 Kristiina Poska.   

## Doelstelling
Het orkest stelt zich ten doel kansen te scheppen voor jonge, talentvolle musici, componisten, solisten en dirigenten, en muziek uit het heden en verleden toegankelijk te maken voor een zo breed en divers mogelijk publiek in Vlaanderen en daarbuiten. Naast concertreeksen in Antwerpen, Brugge, Brussel en Gent is Symfonieorkest Vlaanderen te gast in culturele centra in heel Vlaanderen, en op festivals in binnen- en buitenland.

## Ontstaan en geschiedenis
In 1960 zag Symfonieorkest Vlaanderen het levenslicht onder impuls van Dirk Varendonck, die tevens de eerste dirigent van het orkest was. Vanaf 1986 werd het ‘Nieuw Vlaams Orkest’ gedirigeerd door Patrick Peire, Robert Groslot en Fabrice Bollon. In 1995 werd het orkest omgedoopt tot ‘Het Symfonieorkest van Vlaanderen’ en grondig hervormd. Hierna bekleedden achtereenvolgens David Angus, Etienne Siebens, Seikyo Kim en Jan Latham-Koenig de functie van chef-dirigent. Vanaf concertseizoen 2019-2020 volgde de Estse dirigente Kristiina Poska de Britse dirigent Jan Latham-Koenig op.

## Projecten
- Elk jaar schrijft Symfonieorkest Vlaanderen verschillende compositie-opdrachten uit.  Op het repertoire staan werken van onder anderen Mauricio Kagel, Piet Swerts, Fulco Ottervanger, Joris Blanckaert, Annelies Van Parys en Peter Vermeersch.
- Daarnaast biedt het orkest de kans aan studenten compositie aan de Belgische conservatoria om een kort orkestwerk te schrijven. SOV Composers' Academy is een project voor jonge componisten in samenwerking met De Bijloke. Jaarlijks leggen twee studenten met het orkest een traject af van enkele maanden met workshops, werksessies en orkestrepetities, afgesloten door uitvoeringen van de compositie tijdens een concertreeks van Symfonieorkest Vlaanderen op verschillende grote podia in heel Vlaanderen, alsook een professionele (live) opname.
- SOV Young is een symfonisch jeugdorkest met uitvalsbasis in Gent, van en voor jongeren tussen 14 en 20 jaar oud, in samenwerking met het Koninklijk Conservatorium van Gent. De artistieke leiding is in handen van Martijn Dendievel, assistent-dirigent bij Symfonieorkest Vlaanderen.
- Voor masterclasses wordt samengewerkt met KASK & Conservatorium / School of Arts. In het voorjaar van 2018 gingen de aanvoerders van Symfonieorkest Vlaanderen onder dirigent Karel Deseure voor de eerste keer aan de slag met studenten van het Gentse Conservatorium, die aan de hand van repertoirestukken inzicht krijgen in de werking van een orkest.
- Symfonieorkest Vlaanderen streeft onder de noemer SOV-Express naar maatschappelijk engagement en het bouwen van bruggen naar de wereld buiten de concertzaal, onder de noemer SOV-Express.

## Muzikale leiding
Chef-dirigenten
- 2019-heden Kristiina Poska[1]
- 2013-2019 Jan Latham-Koenig[2]
- 2010-2013 Seikyo Kim
- 2004-2010 Etienne Siebens[3]
- 1998-2004 David Angus[4]
- 1994-1998 Fabrice Bollon[5]
- 1986-1994 Patrick Peire & Robert Groslot